# Sydney Brown
Sydney Brown (London, Ontario; 21 de marzo de 2000) es un jugador profesional canadiense de fútbol americano, se desempeña en la posición de safety en Philadelphia Eagles, en la National Football League (NFL).

## Carrera
Hizo su debut profesional con el equipo Philadelphia Eagles, lleva jugando una temporada, comenzó en el 2023.